# Tombe de la Chasse et de la Pêche
La tombe de la Chasse et de la Pêche (Tomba Caccia e Pesca en italien) datée du dernier quart du VIe siècle av. J.-C., est l'une des 200 tombes étrusques peintes (sur un total de 6 000 sépultures) de la nécropole de Monterozzi, proche de la ville de Tarquinia.

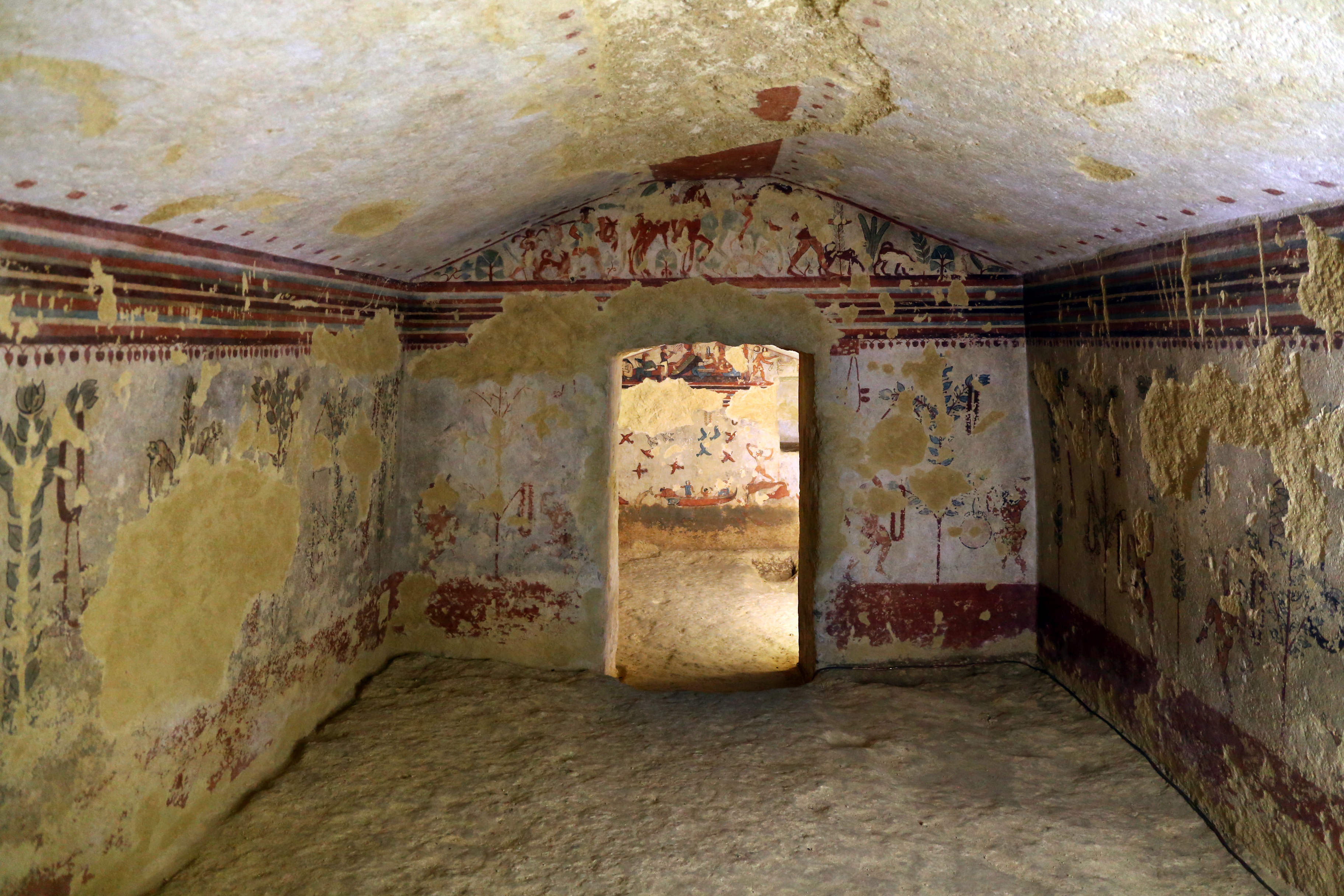
Tombe de la Chasse et de la Pêche. L'antichambre, au premier plan, s’ouvre sur la chambre principale.

La tombe a été  découverte en 1873.

## Description
La tombe est composée d'une antichambre et d'une chambre principale entièrement peintes, dont les scènes — ivresse et scène de chasse pour la première, banquet dans un décor paradisiaque pour la seconde — semblent se répondre dans un jeu croisé entre les parois et les frontons des deux chambres. Le sens de ces images reste toutefois ambigu.

### Antichambre
L'entrée de la tombe mène à l'antichambre, dont la porte s'ouvre sur la chambre principale. Les fresques murales de l'antichambre montrent des personnages presque nus, semblant participer à une danse rituelle dionysiaque. Ils évoluent dans un bosquet orné de rubans, couronnes, miroirs et cistes. Des satyres couchés tenant des coupes apparaissent dans le pignon du mur d'entrée.
Le pignon du mur du fond montre une scène de chasse, où chiens et chasseurs reviennent avec du gibier dans un paysage tropical à la végétation luxuriante.

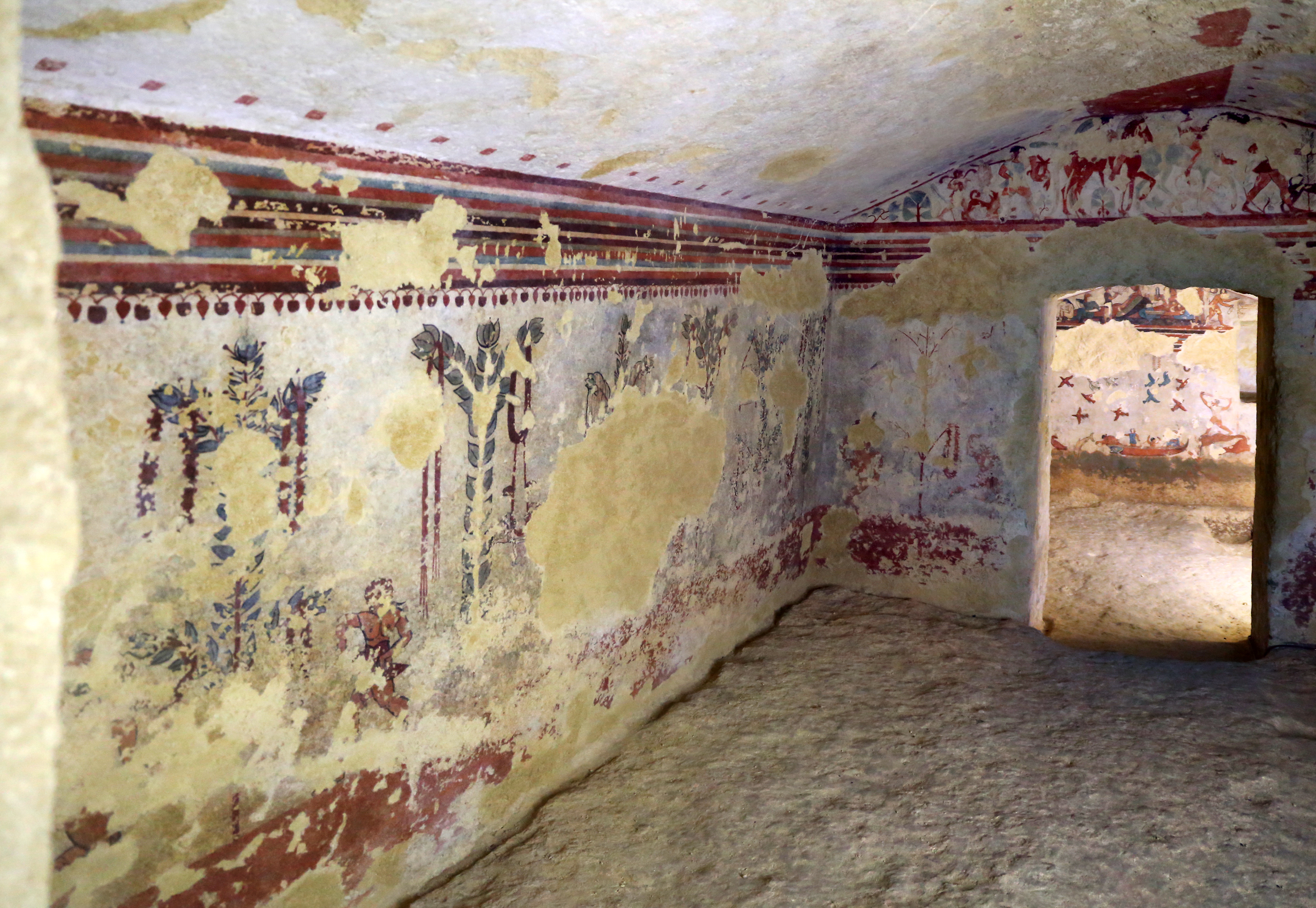
Mur gauche : Danse rituelle dionysiaque
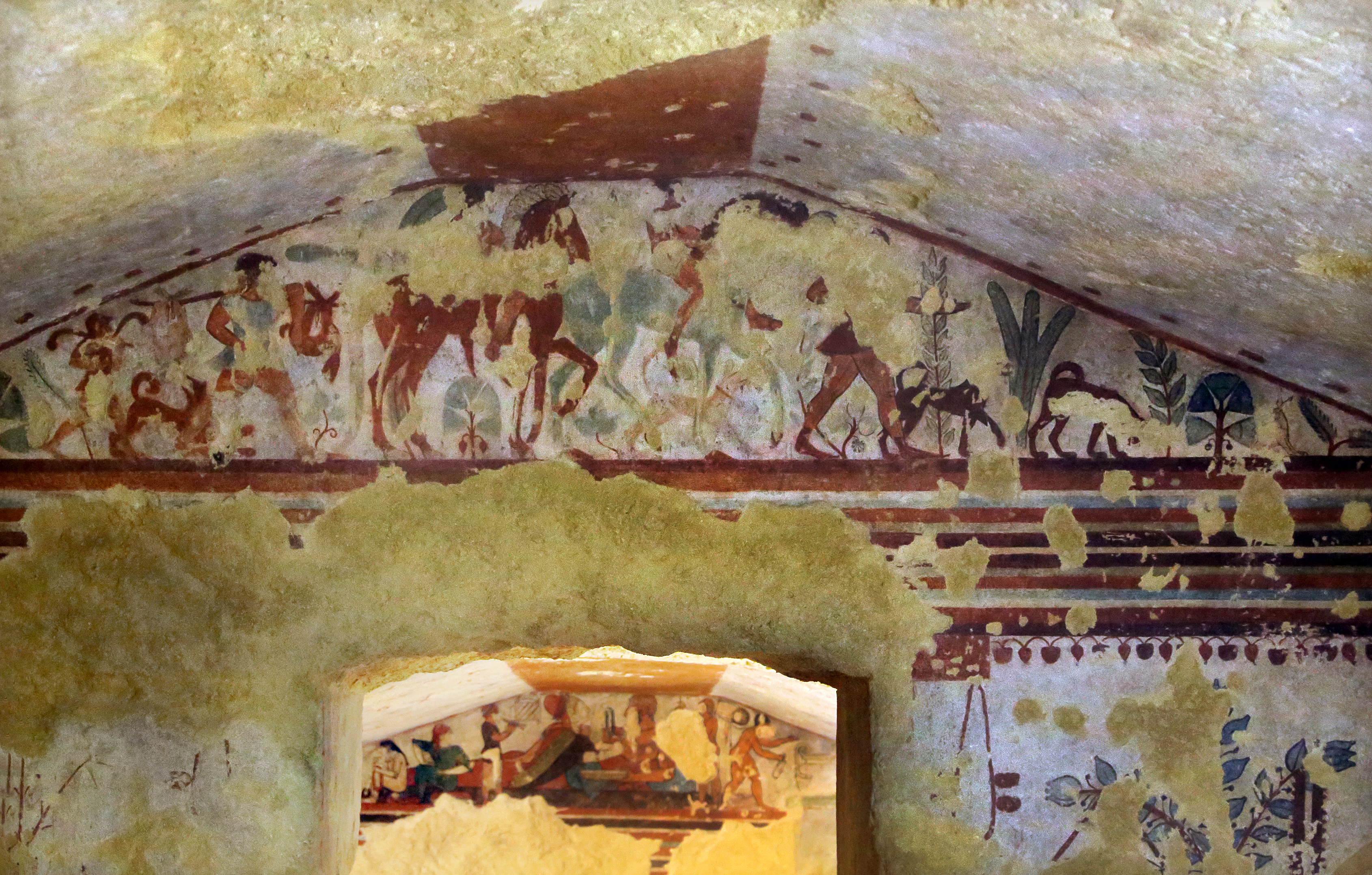
Scène de chasse et végétation luxuriante.
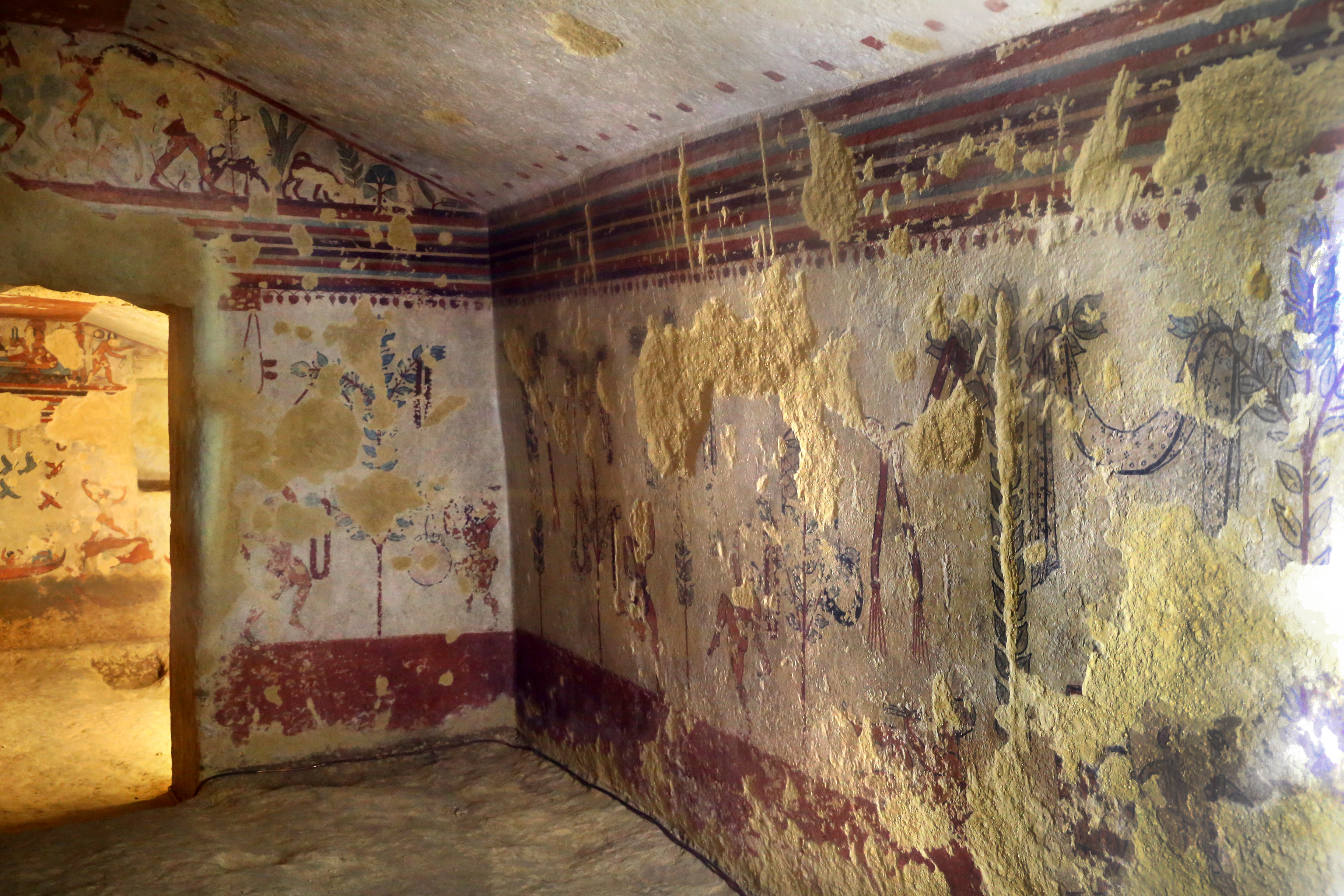
Mur droit : Danse rituelle dionysiaque

Sur la paroi du fond, on peut voir des fresques représentant des scènes de danse d'ivresse et de jeux de plein air, liés au banquet et au monde de Dionysos. Le retour de la chasse est représenté sur le fronton. L'espace est scandé par des arbustes auxquels sont suspendues des bandelettes et sans doute également un miroir.
On retrouve une tripartition de l'espace (base, scène principale, partie supérieure), marqué par de grandes bandes de couleurs.

### Chambre principale

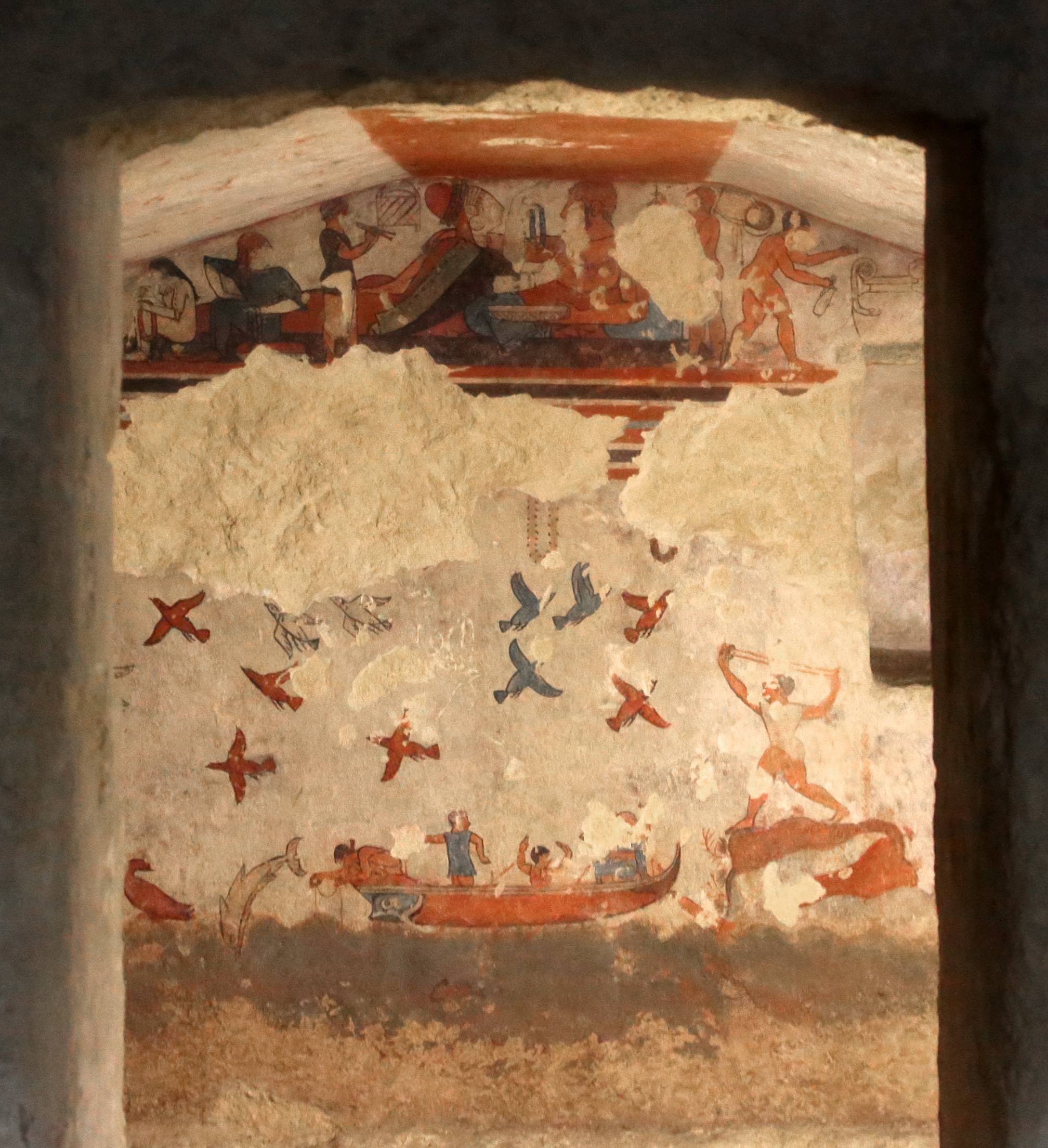
Mur du fond de la chambre principale. La scène de banquet est située au-dessus de la scène de chasse et de pêche.

Les fresques les plus connues sont situées sous les pignons de la chambre principale. Ils montrent des marines avec des falaises, des bateaux aux yeux apotropaïques, des pêcheurs avec des harpons et des filets, un chasseur avec une fronde, des oiseaux aquatiques et des dauphins bondissants. Le mur du fond comporte une niche pour une tombe à crémation.
La chambre présente un grand décor de paysage marin, avec la mer et ses dauphins. Sur les flots vogue une petite barque de pêcheurs, un jeune homme nu plonge d'un rocher (représenté conventionnellement de façon torsadée) et un chasseur armé d'une fronde tente d'abattre des oiseaux. C'est l'une des plus anciennes peintures de paysage. L'image du plongeur pourrait être une image métaphorique très puissante du plongeon dans l'au-delà.

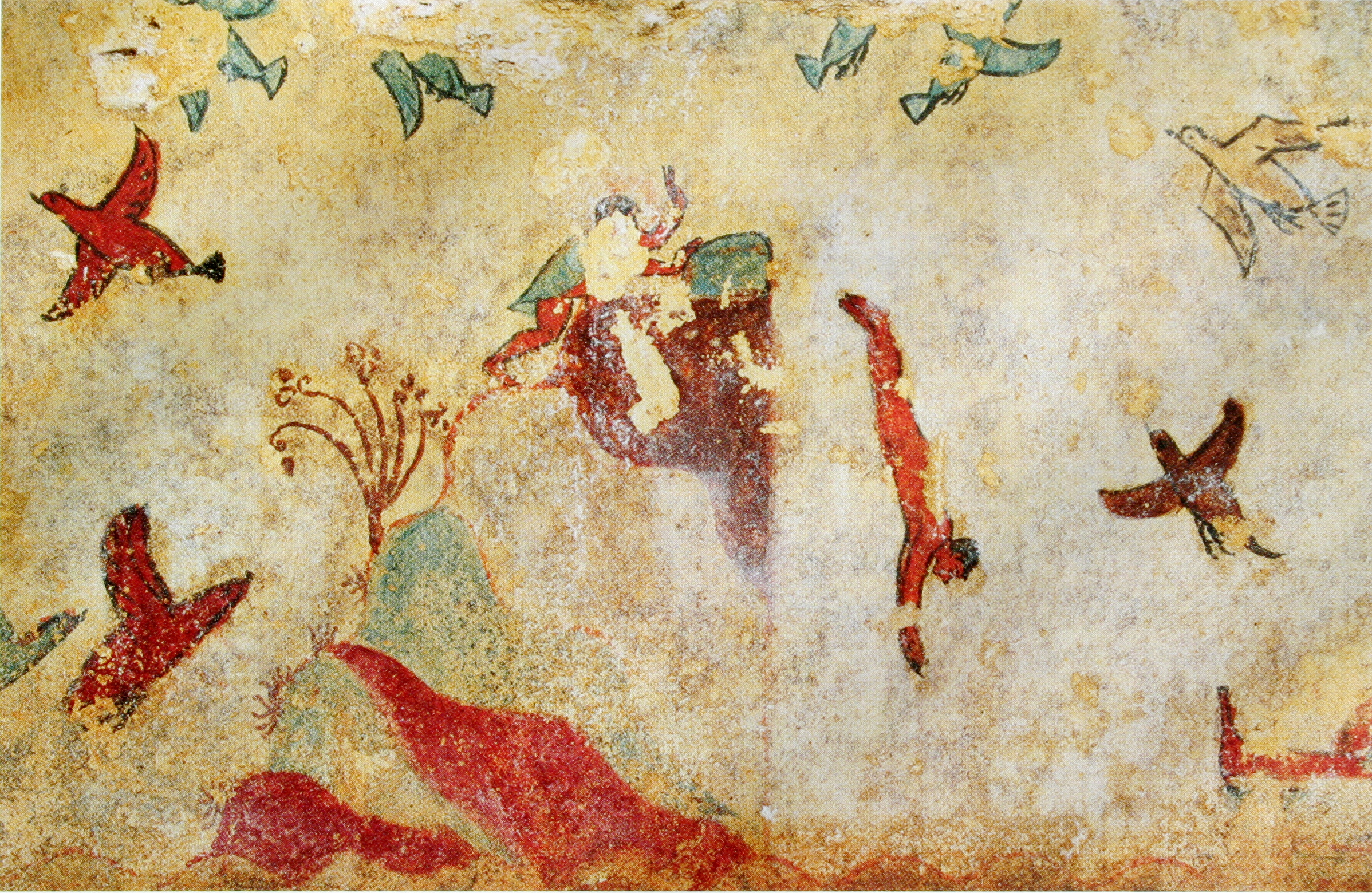
Scène du plongeur

La scène du plongeur se reproduit environ trente ans plus tard dans la tombe du Plongeur de l'ancienne cité grecque Poseidonia. On pense que les fresques de cette tombe imitaient des conceptions étrusques plus anciennes. Cela contredit l'opinion désormais discréditée des historiens de l'art qui pensaient que les Étrusques ne faisaient que copier et n'influençaient jamais l'art grec.
Le pignon du mur du fond de la chambre principale présente une scène de banquet. Un homme et une femme bien vêtus, allongés sur des canapés, probablement de défunts, banquètent, avec des serviteurs et peut-être des enfants. 
La scène de banquet prend place au-dessus d'un paysage idyllique et paradisiaque, avec deux échansons nus, un joueur d'aulos, des vases à boire, des couronnes et des oiseaux. Deux jeunes femmes tissent des couronnes.